# Estación Trumao
Trumao fue una estación de ferrocarriles ubicada en la comuna chilena de San Pablo de la Región de Los Lagos, que es parte de la Línea Troncal Sur. Actualmente no existen servicios que se detengan en esta estación.

## Historia
La estación aparece con la construcción del ferrocarril Valdivia-Victoria-Osorno, que inició sus obras en 1888 y que sufrió muchos contratiempos durante su construcción. El trabajo se subdividió en dos grandes secciones, desde estación Valdivia hasta la estación Pichi-Ropulli, y desde Pichi-Ropulli hasta la estación Osorno. Debido a muchos atrasos con las obras en el tramo Pichirropulli-Osorno por nueve años, el contratista Manuel Ossa logra terminar las obras y entregarlas al estado en abril de 1897.
La estación tuvo importancia por ser punto de carga y descarga en Trumao de productos procedentes desde el puerto del mismo nombre que movía mercancías de las localidades de las riveras del río Bueno.
Durante la década de 1980 la estación prestó servicios de pasajeros. En 2005 se realizó un viaje turístico desde estación Osorno hasta Trumao.
Actualmente la estación no presta ningún servicio. No quedan restos de la estación, únicamente quedan en pie un caballo de agua y el cartel de la estación.